# 杏野小夜
杏野 小夜（あんの さよ、1979年10月25日 - ）は、日本のAV女優。

## 略歴
静岡県出身。1999年、『妹の悪戯』でAVデビュー。現在は引退している。2009年11月5日にワープエンタテインメントから「ドリームシャワー 15」が復刻版として発売された。

## 作品

### アダルトビデオ
- 妹の悪戯（1999年8月23日、KUKI / TANK）
- 淫らな唇（1999年10月21日、KUKI / VINL）
- 南極2号（1999年11月22日、KUKI / TANK）
- ドリームシャワーNo.15（1999年12月4日、WAAP）
- THE BEST ドリシャ伝説 ワープディレクターズセレクション（2002年9月6日、ワープエンタテインメント）他25名出演
- FUCK FUCK FILE 10代専門 4時間（2002年11月20日、GLAY'z）
- 女子校生 VISUAL M 02（2003年2月20日、ジャネス）他出演:ヴァイオレット・ブルー、吉田えりか
- 10年まるごと特別総集編 ドリシャ 4時間（2008年2月15日、ワープエンタテインメント）
- ドリームシャワー 15 杏野小夜 完全限定★復刻版（2009年11月5日、ワープエンタテインメント）